# Georges Aleka Damas
Georges Aleka Damas (* 18. November 1902 in Libreville; † 4. Mai 1982) war ein gabunischer Politiker, der von 1964 bis 1975 Präsident der Nationalversammlung Gabuns war sowie die gabunische Nationalhymne „La Concorde“ verfasste und komponierte. 

## Leben
Georges Aleka Damas, der zur ethnischen Gruppe der M’pongwè gehörte, absolvierte nach dem Besuch der Missionsschule Sainte Marie ein Fernstudium an der École Universelle. Danach war er zunächst als Bankangestellter sowie von 1924 bis 1939 Angestellter des Handelsunternehmens Compagnie Maritime des Chargeurs Réunis, in dem er zuletzt Hauptbuchhalter war. Daneben war er frühzeitig auch auf politischer Ebene aktiv. Sein erster öffentlicher Auftritt war im Jahre 1934, als er eine Reihe von Briefen veröffentlichte, in denen er sich gegen besondere Rechte für die Métis aussprach, und fungierte von 1943 bis 1946 als Vertreter in der damals zu Frankreich gehörende Kolonie Gabun. 1948 wurde er zum Vertreter Gabuns im Geheimen Rat des Generalgouverneurs von Französisch-Äquatorialafrika ernannt. Anschließend trat er 1956 später dem Gemeinderat von Libreville bei sowie 1957 dem Wirtschafts- und Sozialrat. Als leidenschaftlicher Musikliebhaber ließ er keine Gelegenheit aus, seine Leidenschaft durch Auftritte in den Clubs des angesagten Libreville der 1950er Jahre zu verbreiten. Ferner verfasste und komponierte er 1960 die gabunische Nationalhymne „La Concorde“.
Nach der Unabhängigkeit Gabuns am 17. August 1960 von Frankreich wurde er zum Direktor des Maison du Gabon in Paris ernannt und absolvierte in dieser Zeit einen Lehrgang für Diplomaten im Außenministerium Frankreichs am Quai d’Orsay. Daraufhin fungierte er zwischen 1961 und 1964 als Botschafter in den Benelux-Ländern (Belgien, Niederlande und Luxemburg) und war zugleich als Botschafter in der Europäischen Wirtschaftsgemeinschaft und in der Bundesrepublik Deutschland akkreditiert. Nach seiner Rückkehr wurde er 1964 für den Gabunischen Demokratischen Block BDG (Bloc Démocratique Gabonais) als Vertreter von Libreville zum Mitglied der Nationalversammlung (Assemblée Nationale) gewählt und übernahm kurz darauf am 12. April 1964 von Louis Emile Bigman das Amt als Präsident der Nationalversammlung und hatte dieses genau elf Jahre lang bis zu seinem Rücktritt aus gesundheitlichen Gründen am 12. April 1975 inne, woraufhin Paul Gondjout seine Nachfolge antrat.
Am 29. Mai 1968 wurde Damas Aleka zum Präsidenten des Büros der nunmehrigen Gabunischen Demokratischen Partei PDG (Parti Démocratique Gabonais) ernannt und wurde später ihr Generalschatzmeister. Nach Beendigung seines Amtes als Parlamentspräsident fungierte er von April 1975 bis 1977 noch als Berater des Staatspräsidenten Omar Bongo. Postum wurde Damas auf einer 90-Franc-Briefmarke geehrt.

## Weblink
- DAMAS ALEKA Georges. In: Homepage der Nationalversammlung. Abgerufen am 23. Februar 2024 (französisch).